# 시모토조촌
시모토조촌(下東条村)은 효고현 가토군에 있던 촌이다. 현재의 오노시  북동부에 해당한다.